# پیریک لبورگ
پیریک لبورگ (انگلیسی: Pierrick Lebourg؛ زادهٔ ۳۰ دسامبر ۱۹۸۹) بازیکن فوتبال اهل فرانسه است.
از باشگاه‌هایی که در آن بازی کرده‌است می‌توان به باشگاه فوتبال لو آور اشاره کرد.